# Anobothrus auriculatus
Anobothrus auriculatus is een borstelworm uit de familie van de Ampharetidae. De wetenschappelijke naam van de soort werd voor het eerst geldig gepubliceerd in 2020 door Alalykina en Polyakova.